# Martin Buber
Martin Buber, judovski filozof religije, * 8. februar 1878, Dunaj, † 13. junij 1965, Jeruzalem.
Razvijal je filozofijo antropologije (vpliv Kierkegaarda in Feuerbacha). Jaz in Ti.